# Баждари
Баждари (болг. Баждари) — село без постоянного населения в Болгарии. Находится в Великотырновской области, входит в общину Елена.

## Политическая ситуация
Баждари подчиняется непосредственно общине и не имеет своего кмета.
Кмет (мэр) общины Елена — Сашо Петков Топалов (Болгарская социалистическая партия (БСП)) по результатам выборов.